# Swiss Open Gstaad 1984
Lo Swiss Open Gstaad 1984 è stato un torneo di tennis giocato sulla terra rossa. È la 70ª edizione dell'Swiss Open, che fa parte del Volvo Grand Prix 1984. Si è giocato al Roy Emerson Arena di Gstaad in Svizzera, dal 9 al 15 luglio 1984.

## Campioni

### Singolare
Joakim Nyström ha battuto in finale  Brian Teacher con il punteggio di 6–4, 6–2

### Doppio
Heinz Günthardt /  Markus Günthardt hanno battuto in finale  Givaldo Barbosa /  João Soares con il punteggio di 6–4, 3–6, 7–6